# 金融
金融（英語：Finance）是“資金的融通”的缩略語。金，指的是黃金；融，最早指融化變成液體，也有融通的意思。所以，金融就是將黃金融化分開交易流通，即價洽通達，是指在經濟生活中，银行、證券或保險業者從金融市場主體（例如：儲戶、證券投資者或者保險者等）募集資金，並借貸給其它市場主體的經濟活動。從事這一業務的業者稱之為金融業。有關金融業的學術研究稱之為金融學。
从广义上说，政府、个人、公司、组织等市场主体通过募集、配置和使用资金而产生的所有资本流动都可称之为金融。因此，不仅是金融业者，有关政府的财政，行业企业的行为、以及个人的理财都是金融的一部分。金融可以看作为资金的募集有籌資、以及投资和融資（借錢）三类经济行为。
行业企业募集资金的方法一般可以分为以下两类：
1. 直接融资：不经由金融機構（英語：Financial Institution），而是通过出售股票、债券等形式从投资者手中获得资金。
2. 间接融资：通过金融機構间接地从投资者手中获得资金。

金融的核心是跨时间、跨空间的价值交换，所有涉及到价值或者收入在不同时间、不同空间之间进行配置的交易都是金融交易，金融学就是研究跨时间、跨空间的价值交换为什么会出现、如何发生、怎样发展，等等。
人们对金融非常熟悉，但是给金融下一个明确的定义还是很难的，企业家，政府官员或者专家学者会给出不同的答案。
1915年出版的《辞源》称“今谓金钱之融通曰金融，旧称银根”。相应地，“各种银行、票号、钱庄曰金融机关”。教科书一般将金融解释为“货币资金的融通”
1990年经济管理出版社出版的《中国金融百科全书》中对金融的词条解释为“货币流通和信用活动以及与之相关的经济活动的总称”。
有学者认为“现代金融是以货币或货币索取权形式存在的资产的流通”。
按照比较权威的《新帕尔格雷夫货币金融大词典》（THE NEW PALGRAVE DICTIONARY OF MONEY ＆FINANCE）第二卷解释道：“金融基本的中心点是资本市场的运营、资本资产的供给和定价。其方法论是使用相近的替代物给金融契约和工具定价。对那些有时间连续特点和收益取决于解决不确定性的价值工具来说都适用”。
金融是信用交易，信用是金融的基础，金融最能体现信用的原则与特性。在发达的商品经济中，信用已与货币流通融为一体。信用也成了其重要的一點。亦成為金融商品的重要發展之一。

## 相關的專業資源
特許金融分析師（英語：Chartered Financial Analyst，又譯為特許財務分析師、特許財經分析師、註冊金融分析師等，簡稱CFA）是一項金融投資專業資格。CFA為一私人機構認證的專業資格，並非法定資格，因此並不像律師、會計師、证券经纪人或醫師等，有法定職業門檻的限制。CFA的執業範圍，任何人也能在不擁有CFA頭銜的情形下從事相關工作。由於CFA 的考試合格率普遍偏低，因此近年愈來愈受僱主認可，作為入職/轉職人士對金融知識評定的一個參考。